# Карас Еміліан Євгенович
Еміліан (Еміл) Євгенович Карас (рум. Emilian "Emil" Caras; 21 грудня 1967, Кишинів) — радянський і молдавський футболіст, футбольний тренер.

## Кар'єра

### Клубна
Вихованець кишинівського спортінтернату. Кар'єру розпочав у 1985 році в клубі «Заря» з міста Бєльці, зігравши у тому сезоні 15 матчів. У 1986 році провів вже 23 зустрічі і забив 2 голи, після чого, у вересні, відправився в кишинівський «Ністру», де і дограв сезон, провівши 10 зустрічей. Сезон 1987 року знову провів у «Зарі», зігравши у 34 матчах і забив 1 м'яч.
У 1989 році виступав у складі клубу «Тигина-РШВСМ» з Бендер, зіграв 26 матчів, після чого, знову у вересні, відправився у «Ністру», де і дограв сезон, провівши 2 зустрічі. У сезонах 1990 і 1991 років зіграв, відповідно, 34 (забив 1 гол) і 28 матчів.
З 1992 по 1995 рік у складі того ж клубу, який змінив назву на «Зімбру» і грав у вже чемпіонаті Молдови, провів за цей час 103 матчі, в яких забив 19 голів, і став, разом з командою, чотириразовим чемпіоном країни, а також один раз дійшов до фіналу Кубка Молдови. Потім другу половину 1995 року грав за клуб «Спуманте» з Криково, провівши 13 матчів, після чого повернувся в «Зімбру», де потім виступав до 1997 року, провівши 20 зустрічей і ставши у складі клубу чемпіоном країни та володарем національного кубка.
У 1997 році перейшов в російський клуб «Тюмень», де, однак, не закріпився, провів 2 матчі в чемпіонаті і 1 зустріч в Кубку Росії, і вже в серпні залишив команду. У тому ж році повернувся в Молдову, де продовжив кар'єру в клубі «Молдова-Газ», за який виступав до кінця 1998 року, провівши за цей час 21 матч і забив 1 гол.
На початку 1999 року поповнив лави клубу «Конструкторул», де, однак, не зміг закріпитися, зіграв лише 4 матчі в лізі, але дійшов разом з командою до фіналу Кубка і став віце-чемпіоном країни, після чого повернувся в клуб «Молдова-Газ», де потім виступав аж до завершення кар'єри гравця в 2000 році, провівши у свій останній сезон 31 матч.

### У збірній
У складі національної збірної Молдови виступав з 1991 по 1995 рік, зіграв за цей час 9 матчів, в 6-х з яких виходив у стартовому складі, а у 3-х на заміну.

### Тренерська
Після завершення кар'єри гравця зайнявся тренерською діяльністю, з 2000 року почав працювати в «Дачії», спочатку 2 роки в статусі граючого тренера, потім ще 2 роки помічником головного тренера, а після цього 4 роки, аж до жовтня 2008 року, очолював клуб, привівши його спочатку до 3-го місця в чемпіонаті в сезоні 2004/05, а потім і до 2-го в сезоні 2007/08, крім того, вивів команду у фінал Кубка країни 2004/05, а в 2006 році був названий тренером року в Молдавії.
Потім з грудня 2008 по 2009 рік працював в «Тирасполі». Наприкінці липня того ж року ненадовго очолив «Олімпію» (Бєльці), де в свій час починав кар'єру гравця, примітно, що під керівництвом Караса «Олімпія» провела лише один офіційний матч — 7 серпня на виїзді проти клубу «Сфинтул Георге» з села Суручень, зустріч завершилася внічию 0:0.
З серпня 2009 року і до кінця сезону працював тренером-асистентом і перекладачем Мірчі Редніка у владикавказькій «Аланії». З 2010 року почав працювати асистентом Дана Петреску в «Кубані», а потім і в усіх його наступних клубах.
30 липня 2020 року Карас увійшов до тренерського штабу Мірчі Луческу у «Динамо» (Київ), де обійняв посаду асистента головного тренера.

## Досягнення

#### Як гравця
«Зімбру»
- Чемпіон Молдови: (5) 1992, 1992/93, 1993/94, 1994/95, 1995/96
- Володар Кубка Молдови: (1) 1996/97
- Срібний призер Чемпіонату Молдови: 1996/97
- Фіналіст Кубка Молдови: 1994/95

«Конструкторул»
- Срібний призер чемпіонату Молдови: 1998/99
- Фіналіст Кубка Молдови: 1998/99

#### Як тренера
«Дачія»
- Срібний призер Чемпіонату Молдови: 2007/08
- Бронзовий призер Чемпіонату Молдови: 2004/05
- Фіналіст Кубка Молдови: 2004/05

### Особисті
- Тренер року в Молдові: (1) 2006

## Особисте життя
Еміл є племінником Йона Караса — теж колишнього радянського футболіста, а нині молдавського тренера, який працював у 1990-ті роки національною збірною Молдови.